# Фуад Касумовић
Фуад Касумовић (Горњи Вакуф, 20. март 1958) босанскохерцеговачки је политичар, економиста и бизнисмен. Тренутно (од 2016) врши функцију градоначелника Града Зеница.

## Биографија
Рођен је 20. марта 1958. године у Горњем Вакуфу. Након дипломирања на Економском факултету УНСА (1987), запослио се у руднику „Грачаница” у родном мјесту, а ускоро постао и финансијски директор овог предузећа. Радио је у руднику до почетка Рата у БиХ 1992. године. Током рата постао је члан Армије БиХ (добитник је њеног највишег признања, значке Златни љиљан), а након дипломирања добио је посао у Министарству намјенске производње у Влади Републике БиХ. Од 1990. до 2017. године, био је члан (1990—2016) и функционер Странке демократске акције (СДА). Накнадно, учествовао је у оснивању Независног блока у септембру 2017. — чији је предсједник Сенад Шепић (иначе истакнут критичар политике Бакира Изетбеговића) — и био његов члан до априла 2019. године.
Политичку каријеру је почео 1996. године као министар финансија у Средњобосанском кантону (СБК). Прије завршетка мандата у овом уреду, у јулу 1998, био је именован за замјеника директора Царинске управе Федерације БиХ (ФБиХ). Пошто је смијењен са ове фунцкије, остао је у Царинској управи још двије године као финансијски савјетник. Након што је ОХР са Касумовићем и осталима основао Управу за индиректно опорезивање (УИО) године 2004, Касумовић је именован за савјетника директора за међународну сарадњу. Остао је на овом положају током судског процеса све до његовог окончања 2007. године. Исте године је именован за замјеника министра финансија БиХ.
Године 2010, био је предсједник фудбалског клуба Челик. Касумовић се кандидовао на Општим изборима у БиХ 2010, али није освојио довољно гласова да уђе у Представнички дом Парламентарне скупштине БиХ. Како год, те године је стекао повјерење за други мандат замјеника министра финансија и трезора. У октобру 2012. уклоњен је из уреда због изласка СДА из коалиције на државном нивоу која је владала до тада. Био је члан Надзорног одбора Развојне банке ФБиХ у периоду 2015—2016. године. На Локалним изборима у БиХ 2016, изабран је за градоначелника Града Зеница као независни кандидат; његов реизбор, са освојених три пута више гласова од другог кандидата, услиједио је на изборима 2020. одржаним 15. новембра.

### Оптужбе
Кантонално тужилаштво Кантона Сарајево оптужило је Касумовића за „несавјестан рад” јер је као директор Царинске управе ФБиХ потписао налог за трансфер 69.000 КМ у царинску управу у Тузли „на име материјалних трошкова и закупа просторија”. Како год, новац је коришћен за куповину стана службеника Администрације. Након петогодишњег суђења, Касумовић је ослобођен. Године 2008, Централна изборна комисија (ЦИК) поднијела је извјештај против Касумовића Тужилаштву БиХ због сумњи да није пријавио сву имовину у имовинском картону из 2007. године. Касумовић је за ЦИН рекао да га нико није контактирао око овог проблема. Такође је рекао новинарима ЦИН да није контактиран везано за оптужбе против њега које је имала Финансијска полиција ФБиХ. Године 2003, ова полицијска установа поднијела је извјештај Тужилаштву СБК, гдје се за Касумовића сумња да је платио за себе и друге званичнике Царинске управе ФБиХ финансијку компензацију за непостојећи одвојени живот.
Дана 1. децембра 2021, Касумовића је привела SIPA; на мјесец дана планиран притвор у КПД Зеница прекинут је након девет дана.

### Приватни живот
Са супругом Мерсијом (такође политичарка) има једно дијете. Власници су три пословна простора, укључујући већи породични бизнис (бензинска пумпа) у Зеници.
Дана 26. октобра 2020, током пандемије ковида 19, потврђено је да је позитиван на коронавирусну болест. Дана 31. марта 2021, Касумовић је добио дозу Фајзерове вакцине против COVID-а.